# Sagittarius (gruppo musicale)
I Sagittarius sono stati un gruppo musicale statunitense.

## Storia
Il gruppo prendeva il nome dal segno zodiacale di Gary Usher, cantautore attorno al quale ruotava il progetto. Durante la breve vita dei Sagittarius, Usher si fece supportare da musicisti come Curt Boettcher, Bruce Johnston, e Glen Campbell. Adottando la sigla Sagittarius, Usher esordì con l'LP Present Tense (1968) un album di pop psichedelico che, nonostante lo scarso successo commerciale, venne apprezzato e valse alla band lo status di gruppo di culto. La loro cover di My World Fell Down degli Ivy League entrò in classifica. Originariamente, la traccia avrebbe dovuto contenere un collage di suoni, ma Usher decise di omettere tale sezione poco prima dell'uscita dell'album. Tuttavia, la versione di My World Fell Down che contiene tale segmento sperimentale è presente in alcune riedizioni di Present Tense, e nella compilation Nuggets: Original Artyfacts from the First Psychedelic Era, 1965-1968 (1972). L'ultimo album dei Sagittarius è The Blue Marble (1969).

## Discografia

### Album
- 1968 – Present Tense
- 1969 – The Blue Marble

### Singoli ed extended play
- 1967 – Another Time
- 1967 – My World Fell Down
- 1967 – Hotel Indiscreet
- 1968 – I'm Not Living Here
- 1968 – You Know I've Found A Way/The Truth Is Not Real
- 1969 – In My Room/Navajo Girl
- 1969 – I Guess the Lord Must Be in New York City